# Утеев, Эсен Огланович
Эсен Огланович Утеев (каз. Есен Оғланұлы Өтеев; род. 18 февраля 1966; Небит-Даг, Туркменская ССР, СССР) — казахстанский нефтяник, организатор нефтегазовой отрасли, генеральный директор АО «Озенмунайгаз» (с 2019 года).

## Биография
Эсен Огланович Утеев родился 18 февраля 1966 года в городе Небит-Даг, Туркменистан.
В 1981 году после окончания средней школы города Небит-Даг поступил в тот же год в нефтегазовый техникум Небит-Даг, который окончил в 1985 году.
Окончил факультет освоения нефтяных и газовых месторождений Каспийского государственного университета инжиниринга и технологий им. Шахмардан Есенова.
Трудовую деятельность начал в 1985 году оператором нефтегазодобывающего управления «Небитдагмунай».
С 1987 по 1996 годы — оператор, заместитель начальника цеха по поддержанию пластовых давлений нефтегазодобывающего управления «Озенмунайгаз».
С 1996 по 2007 годы — ведущий инженер производственно-технического отдела НГДУ № 1 «Озенмунайгаз», начальник цеха закачки технологических жидкостей в пласт, начальник Центрального инженерного отдела.
С 2007 по 2019 годы — заместитель генерального директора по производству АО «Озенмунайгаз».
С 3 апреля 2019 года генеральный директор АО «Озенмунайгаз».
С 2012 года — депутат Жанаозенского городского маслихата и Мангистауского областного маслихата V, VІ созывов.

## Награды
- 1999 — Золотая медаль «100 лет Казахстанской нефти» (5 сентября 1999 года)
- 1999 — Благодарственное письмо Премьер-министра Республики Казахстан
- 2004 — Нагрудный знак «40 лет месторождению Узень»
- 2007 — Благодарственное письмо и нагрудный знак Министерства энергетики и минеральных ресурсов Республики Казахстан.
- 2011 — Благодарственное письмо Первого Президента Республики Казахстан
- 2015 — Указом Президента Республики Казахстан от 10 декабря 2015 года награждён орденом «Курмет» за особые заслуги в нефтегазовой отрасли.[7]
- 2019 — Золотая медаль «120 лет Казахстанской нефти» (5 сентября 2019 года)
- 2019 — Благодарственное письмо Президента Республики Казахстан.
- 2019 — Почётный гражданин города Жанаозен (2019 года) за заслуги в социально-экономическом развитии города.[8]